# Hwang In-tae
Hwang In-tae (koreanisch 황인태; * 10. August 1979 in Masan, Gyeongsangnam-do) ist ein südkoreanischer Schiedsrichter im Basketball, der seit dem Jahr 2022 in der NBA tätig ist. Er trägt die Uniform mit der Nummer 96.

## Karriere

### Fédération Internationale de Basketball
Vor dem Einstieg in die NBA arbeitete er 15 Jahre als FIBA-Basketballschiedsrichter. Er leitete u. a. das Finalspiel der Frauen bei den Olympischen Sommerspielen 2016 in Rio de Janeiro und kam als Schiedsrichter bei der Basketball-Weltmeisterschaft 2019 in der Volksrepublik China zum Einsatz.

### Korean Basketball League
Er war zudem elf Saisons lang Schiedsrichter in der Korean Basketball League.

### National Basketball Association
Hwang begann im Jahr 2022 seine NBA-Schiedsrichterlaufbahn beim Spiel der Denver Nuggets gegen die Utah Jazz.
Zuvor war er zwei Jahre als Schiedsrichter in der NBA G-League und ein Jahr in der Women’s National Basketball Association tätig.